# Peep
Peep (укр. Писк) — дебютний студійний альбом фінського рок-гурту The Rasmus, який вийшов  23 вересня 1996 року.

## Про альбом
Після зустрічі з їх першим менеджером і продюсером Teja Kotilainen The Rasmus підписали контракт з лейблом Warner Music Finland у лютому 1996 року. У грудні 1995 року The Rasmus випустили свій перший мініальбом під назвою 1st на Teja G. Records, який вміщав пісні «Frog», «Myself», «Funky Jam» та «Rakkauslaulu». Вперше альбом вийшов у Фінляндії, де отримав золотий статус, пізніше в Естонії і Росії, а потім у всьому світі.

## Список композицій
Авторами всіх пісень, крім Ghostbusters, є The Rasmus.
1. «Ghostbusters» (Ray Parker Jr. cover) — 3:35
2. «Postman» — 2:38
3. «Fool» — 3:43
4. «Shame» — 3:30
5. «P.S.» — 3:04
6. «Julen Är Här Igen» — 3:30
7. «Peep» — 0:49
8. «Frog» — 2:31
9. «Funky Jam» — 2:13
10. «Outflow» — 2:51
11. «Myself» — 3:50
12. «Life 705» — 5:10
13. «Small» — 6:26
  - Untitled — (через 3 хв. чоловік говорить щось на фінській і дитина каже «hello»)  (прихований трек)